# Rohrvenn
Koordinaten: 50° 18′ 0″ N, 6° 24′ 22″ O
Das Naturschutzgebiet Rohrvenn liegt im Eifelkreis Bitburg-Prüm in Rheinland-Pfalz. Das etwa 28 ha große Gebiet, das im Jahr 1983 unter Naturschutz gestellt wurde, erstreckt sich südöstlich der Ortsgemeinde Roth bei Prüm direkt an der am östlichen Rand vorbeiführenden B 265. Nördlich verläuft die Landesstraße L 1, südlich die L 20.
Zweck der Unterschutzstellung ist die Erhaltung einer für die Schneifel typischen Feuchtheide mit ihrer seltenen und schutzwürdigen Flora und Fauna.